# Обикновена рача нога
Обикновената рача нóга (Cordyceps militaris) или обикновеният рачи крак е вид торбеста гъба от род Рача нога, семейство Clavicipitaceae. Първоначално гъбата е описана от Карл Линей през 1753 г. под името Clavaria militaris .
Среща се в България в широколистни и иглолистни гори, горски покрайнини и ливади.